# Flash and the Pan (album)
Flash and the Pan – debiutancki album australijskiego zespołu Flash and the Pan wydany w roku 1978. Zarówno zawartość albumu jak i okładki różniły się między wydaniem australijskim a brytyjskim.
Utwór And The Band Played On (Down Among the Dead Men) – o zatonięciu Titanica był wydany jako brytyjski singel, osiągając 54. pozycję 23 września 1978 r.

## Lista utworów
| grudzień 1978 Australia          | 1979 Europa/UK/USA/Kanada        |
| -------------------------------- | -------------------------------- |
| The African Shuffle 4.26         | Hey, St. Peter 4.20              |
| California 4.14                  | Man in the Middle 3.11           |
| Man in the Middle 3.12           | Walking in the Rain 3.26         |
| Walking in the Rain 3.27         | The African Shuffle 4.26         |
| Hey, St. Peter 4.21              | California 4.12                  |
| Lady Killer 4.10                 | Lady Killer 4.06                 |
| The Man Who Knew the Answer 4.24 | The Man Who Knew the Answer 4.21 |
| Hole in the Middle 4.17          | Hole in the Middle 4.13          |
| Down among the Dead Men 4.46     | Down among the Dead Men 4.46     |
| First and Last 6.38              | First and Last 6.33              |